# Lysimachia sumatranica
Lysimachia sumatranica är en viveväxtart som beskrevs av C.M. Hu. Lysimachia sumatranica ingår i släktet lysingar, och familjen viveväxter. Inga underarter finns listade i Catalogue of Life.